# Королевская вдовушка
Королевская вдовушка (лат. Vidua regia) — вид птиц из семейства вдовушковых.

## Распространение
Обитают на открытых пространствах и в травянистых сообществах Южной Африки на территории от южной части Анголы до южной части Мозамбика.

## Биология
Гнездовые паразиты, подкладывают яйца в гнёзда гранатовых астрильдов. Питаются преимущественно семенами.
Во время сезона размножения самец имеет чёрные корону и перья на верхней части тела, золотую грудку и длинный хвост их четырёх перьев. После окончания брачного сезона самец сбрасывает свой длинный хвост и отращивает оперение, подобное оперению самки.
МСОП присвоил виду охранный статус LC.